# Oued Alleug
Oued Alleug (în arabă وادى العلايق) este o comună din provincia Blida, Algeria.
Populația comunei este de 40.710 locuitori (2008).